# 吕仁礼
吕仁礼（1916年—2011年），男，安徽六安人，中华人民共和国军事人物，中国人民解放军少将，曾任中国人民解放军炮兵第十五师师长。